# Якуб Хаберфельд
Якуб Хаберфельд (оригінальне написання Якоб Хаберфельд) - одна з найстаріших польських алкогольних фабрик, заснована в 1804 році в Освенцимі і виготовляє водку і лікери. Компанія була відновлена в червні 2019 року.

## Історія
Сім'я Хаберфельд оселилася в Освенцимі в другій половині XVIII століття. Якуб, син Симона і Яхети, заснував в 1804 році лікеро-горілчаний завод. Після його смерті бізнес успадкував його син, теж Якуб (1839-1904). У 1906 році новим власником став Еміль Хаберфельд. Хаберфельди були прогресивною єврейською сім'єю, яка брала участь у громадському житті; багато служили в міській раді і брали участь у благодійних ініціативах.              
На рубежі XIX і XX століть завод розливав пиво для пивоварні Яна Гетца в Окоцимі. Приблизно з 1906 року і до кінця міжвоєнного періоду компанія співпрацювала з пивоварнею Живець. На початку XX століття фабрика розширилася і придбала нові будівлі, в тому числі приміщення в замку Освенцима, куплені сім'єю у міста, це були переважно склади.
У серпні 1939 року Альфонс Хаберфельд і його дружина Феліція взяли участь у Всесвітній виставці 1939 року в Нью-Йорку, які представили свою продукцію в польському павільйоні. Повертаючись додому, на початку Другої світової війни, корабель був зупинений і направлений до Шотландії, що завадило їм повернутися в окуповану німцями Польщу. Під час війни їхні діти Францішка Хенріка, Альфонс і Феліція повернулися в США. У 1952 році разом з іншими жертвами Голокосту вони заснували в Лос-Анджелесі організацію під назвою "Клуб 1939". Вони обидва померли в Лос-Анджелесі, Альфонс в 1970 році, а Феліція в 2010 році.
Після закінчення військових дій в 1945 році будинок і фабричні будівлі були передані державній скарбниці. У 1945-1947 роках завод називався "Завод Якуба Хаберфельда під державним управлінням", а після 1947 року він називався “Освенцимські заклад Пшемислу Тереновего", "Завод безалкогольних напоїв і завод з розливу пива в Освенцимі". Після 1989 року завод з розливу були оголошені банкрутами, а заводське майно, яке залишилось, було розграбовано. У 1992 році був виявлений замурований підвал, в якому знаходилося кілька тисяч пляшок, готових до виробництва.
Рішенням від 25 вересня 1995 року фабрика і будинок сім'ї Хаберфельд були внесені до реєстру пам'яток Бельського воєводства. До 2003 року будівлі заводу і будинок сім'ї Хаберфельд, покинуті і не відремонтовані, прийшли в занепад. У 2003 році було прийнято рішення знести житлову будівлю і фабрику.

## Продукція
Напої були приготовані на основі натуральних соків. Вони вироблялися і зберігалися в підвалах ресторану "Монополь", який розташовувався в житловому будинку поруч із заводськими приміщеннями. Напої були розлиті в характерні, фірмові та порцелянові скляні пляшки, виготовлені на замовлення. Для пляшок  содової використовувалися порцелянові пробки. Вся продукція фабрики мала оригінальні етикетки, які вироблялися, зокрема, в Бельсько і в Опаві. Завод випускав кілька десятків видів горілок і лікерів у великій кількості смаків. Фірмовим алкоголем фабрики були" Магістр"," Баштувка " і "Згода".
Під час Першої світової війни завод виробляв горілку для австрійської армії, яка була частиною солдатського спорядження. Цей напій називався "Кайзершутце" (Імперський артилерист). У фабрики також був склад і відділ продажів продукції в місті Кенти, яким керував пан Хоффман, і склад у Кракові. У Хаберфельда також було багато продавців, які рекламували його продукцію. Наприклад, в Сілезії це був Францішек Кель.
Згідно з промисловою формою, представленою власниками в 1934 році, завод називався "Завод з виробництва горілки, лікерів і фруктових соків", це було генеральне підприємство. Середня заробітня плата працівника становила 750 злотих, а офісного працівника - 2000 злотих.
Фабрика, крім продажу продукції на місцевому рівні, також експортувала її в Італію, Австрію, Німеччину та Угорщину. Хаберфельд також виставляв свою продукцію на різних зарубіжних виставках, де був нагороджений дипломами і медалями.
Під час німецької окупації завод був захоплений окупантом, і німець на ім'я Гендельман став керуючим. Потім німці використовували такі етикетки: "Haberfeld unter Verwaltung Treuhändler", і виробництво в цей період тривало в менших масштабах. Все заводське майно і житловий будинок залишилися недоторканими і пережили період нацистської окупації.

## Музей горілки
30 червня 2019 року на території колишнього заводу з виробництва горілки і лікерів Якоба Хаберфельда був відкритий Музей горілки, присвячений досягненням цієї сім'ї з Освенцима, їх внеску в розвиток лікеро-горілчаної промисловості як в регіоні, так і в країні. У музеї представлена історія сім'ї, яка не тільки прославилася в світі як значимий бренд горілки і лікеру, а й видатна особистість для міста. Мало хто знає, що Альфонс Хаберфельд був єдиним акціонером Освенцима першого польського автомобільного заводу "Освенцим-Прага", яким користувалися такі знаменитості, як Ян Кіпура або Войцех Коссак. Бренд Якоб Хаберфельд також був відновлений з появою шести кошерних горілок і лікерів, які виробляються у співпраці з виробничим підприємством Фонду сім'ї Ніссенбаум в Бельсько-Бяла.
Виставка також являє собою розповідь про долю однієї з двох найвпливовіших єврейських родин Освенцима. Доля була різко змінена з початком Другої світової війни і вбивством 5-річної Францішки Хенріки Хаберфельд в таборі смерті в Белжці.